# Katedrála Panny Marie (Cáchy)
Katedrála Panny Marie v Cáchách patří k nejvýznamnějším církevním stavbám v Německu. Od roku 1978 je zařazena na seznam světového dědictví UNESCO. Je biskupským kostelem cášské diecéze.

## Historie
Stavba byla započata koncem 8. století; roku 800 byl dokončen románský chór na půdorysu pravidelného osmiúhelníku zaklenutý ve výšce 32 metrů kopulí. Centrální prostor je v patře obklopen ambitem s bronzovým zábradlím, románské klenby jsou podepírány antickými korintskými sloupy. Na ambitu je též umístěn mramorový trůn. Roku 814 byl v kostele pohřben jeho zakladatel, Karel Veliký.V roce 936 zde byl korunován Ota I. Veliký; během následujících století pak bylo pomazáno, korunováno a symbolicky posazeno na trůn Karla Velikého celkem 30 králů a 12 královen (poslední z nich byl roku 1531 Ferdinand I. Habsburský). Od roku 1349 se konají pravidelně každých 7 let procesí do Cách, při té příležitosti jsou v katedrále vystavovány čtyři hlavní relikvie.
V letech 1355 – 1414 byl vystavěn na východní straně gotický chór, kde jsou v současnosti ve zlaté schráně uloženy ostatky Karla Velikého. V 18. století byla přistavěna Maďarská kaple (dokončena 1767).
V chrámu se nalézá klenotnice, kaple a oltář s obrazem Sv. Václava.
Během 2. světové války byly zničeny v gotickém chóru vitráže o celkové ploše přes 1000 m2; byly nahrazeny moderními v letech 1949 – 1951. Na jejich opravě se podílel umělec Ewald Mataré. Roku 1978 byla katedrála zařazena jako první stavba v Německu na seznam světového dědictví UNESCO.